# عوامل الخطورة للإصابة بالسل
هناك العديد من عوامل الخطورة لعدوى السل، لكن أهمها وعلى مستوى العالم هو الإصابة بفيروس العوز المناعي البشري. يُعد ترافق الإصابة بالسل وفيروس العوز المناعي البشري مشكلة خاصة في أفريقيا جنوب الصحراء، نتيجة ارتفاع معدلات الإصابة بالفيروس في هذه البلدان. يزيد تدخين أكثر من 20 سيجارة في اليوم من خطر الإصابة بالسل بضعفين إلى أربعة أضعاف، بينما يزيد السحار السيليسي من خطر الإصابة بمرض السل حوالي 30 ضعفًا. يعد مرض السكري أيضًا أحد أهم عوامل الخطورة للإصابة بالسل، وتتزايد أهميته في البلدان النامية. تشتمل الأمراض الأخرى التي تزيد من خطر الإصابة بمرض السل على لمفوما هودجكين، مرض الكلى في المرحلة النهائية، أمراض الرئة المزمنة، سوء التغذية وإدمان الكحول. تلعب الوراثة أيضًا دورًا.

## السحار السيليسي
ترتفع خطورة الإصابة بالسل عند المصابين بالسحار السيليسي بحوالي 30 ضعفًا. تهيج جزيئات السيليكا الجهاز التنفسي، ويحرض ذلك بالنتيجة استجابات مناعية مثل البلعمة، مما ينتج عنه ترسبات عالية في الأوعية اللمفاوية. من المحتمل أن يكون هذا التداخل والانسداد الناتج عن وظيفة البلعميات هو المسؤول عن زيادة خطورة الإصابة بالسل.
تزيد أيضًا مخاطر الإصابة عند المرضى الذين يعانون من القصور الكلوي المزمن ويتلقون العلاج بالديال الدموي. بالنظر إلى تأثير السحار السيليسي في زيادة مخاطر الإصابة بالسل بشكل كبير، سيستوجب إجراء المزيد من الأبحاث حول تأثير مختلف ملوثات الهواء الداخلية أو الخارجية على المرض. تتضمن بعض المصادر الداخلية المحتملة للسيليكا الطلاء والخرسانة والأسمنت البورتلاندي. توجد السيليكا البلورية في الخرسانة والطوب والحجر الرملي والصخور والطلاء والمواد الكاشطة الأخرى. قد ينتج عن قطع هذه المواد أو تكسيرها أو سحقها أو حفرها أو طحنها أو سفعها بالرمل غبار السيليكا الدقيق. وقد تتواجد أيضًا في التربة أو الملاط أو القصارة أو الألواح الخشبية.
بعض الأدوية، بما في ذلك أدوية التهاب المفاصل الروماتويدي التي تعمل عن طريق تثبيط عامل نخر الورم ألفا (وهو السيتوكين المسبب للالتهاب)، تزيد من خطر تنشيط العدوى الكامنة نظرًا لأهمية هذا السيتوكين في الدفاع المناعي ضد مرض السل.

## فيروس العوز المناعي البشري
تُعتبر العدوى بفيروس العوز المناعي البشري عامل خطر رئيسي للإصابة بمرض السل. يُقدَّر خطر الإصابة بمرض السل بما يتراوح بين 20 و37 مرة لدى الأشخاص المتعايشين مع فيروس العوز المناعي البشري مقارنة بمن لا يعانون من عدوى الفيروس. ويُعتبر السل عامل أساسي للمراضة والوفيات بين المصابين بفيروس العوز المناعي. في عام 2009، كان هناك 9.4 مليون حالة إصابة جديدة بالسل، منها 1.2 (13%) مليون حالة بين المصابين بفيروس العوز المناعي البشري. ومن بين 1.7 مليون شخص ماتوا نتيجة الإصابة بالسل، كان 400000 منهم (24%) مصابين بفيروس العوز المناعي البشري.

## الاكتظاظ
السجناء معرضون بشكل خاص للأمراض المعدية مثل فيروس العوز المناعي البشري (الإيدز) والسل. تسهل الظروف في مرافق السجون انتشار السل بسرعة بسبب الاكتظاظ وسوء التغذية ونقص الخدمات الصحية. إذ أبلغ عن تفشي السل في السجون في جميع أنحاء العالم، وهو أمر مثير للقلق بشكل خاص في الولايات المتحدة، التي تمتلك النسبة الأعلى من السجناء. انتشار مرض السل في السجون أعلى بكثير منه بين عامة السكان، وتزيد هذه النسبة في بعض البلدان بمقدار 40 ضعفًا.